# Carlos Arano
Carlos Arano (Avellaneda, 6 de mayo de 1980), más conocido como Chiche, es un exfutbolista argentino que se desempeñaba como defensor lateral izquierdo.
Fue el director técnico interino de Racing Club en 2021. Actualmente se desempeña en la Secretaría Técnica.

## Trayectoria
Empezó en las divisiones inferiores de Racing Club, donde debutó en 1999, a la edad de 19 años. Dos años después se consagró campeón del Torneo Apertura 2001 con la Academia, contribuyendo con un gol en el primer partido de su equipo en el campeonato a los 14 minutos en la victoria 2 - 1 ante Argentinos Juniors.
En 2003 probó suerte en Italia, más precisamente en el AC Siena y después en el Perugia Calcio, donde no pudo destacarse. Por la poca continuidad volvió a Argentina para vestir la camiseta de Quilmes A.C. En 2005 defendió los colores de Estudiantes de La Plata, para luego recalar nuevamente en Racing Club.
En 2006 se dirigió a España para vestir la camiseta del Club Polideportivo Ejido. 
En 2008 arribó al Club Atlético Huracán para jugar dos temporadas. En el Torneo Clausura 2009 formó parte del equipo denominado "Los Ángeles de Cappa" junto a un equipo lleno de figuras, pero no logró salir campeón luego de perder el partido por el título frente a Vélez Sarsfield en un partido que quedó marcado por la labor del árbitro, Gabriel Brazenas.
Jugó un año en Aris Salónica de la Superliga de Grecia. De 42 partidos en la temporada, disputó 40 encuentros. Con dicho equipo llegaron a la Final de la Copa de Grecia después de 41 años, donde terminaron perdiendo el partido por 1-0 vs Panathinaikos. Luego de una temporada exitosa en el Viejo Continente vuelve al país para jugar en River Plate, equipo que en ese momento dirigía Ángel Cappa. River no pudo conseguir buenos resultados y por ende despidieron a Cappa, quien fue reemplazado por Juan José López. Con éste entrenador, Arano tuvo mucha continuidad, aunque a veces entraba en el equipo de recambio. River terminó sentenciado a jugar la Promoción contra Belgrano de Córdoba, partidos en el cual River perdería la categoría por primera vez en su historia.
El 28 de junio de 2013 volvió a Huracán por pedido del técnico de dicho club, Antonio Mohamed. A fines de 2014 logró el ascenso tan esperado a Primera División y obtuvo 2 títulos después de 41 años con Huracán, la Copa Argentina 2013-14 tras derrotar a Rosario Central en los penales donde ejecutó el sexto penal difícil. El 25 de abril de 2015 obtuvo la Supercopa Argentina 2014 luego de vencer 1-0 a River Plate. A fin del año 2015 juega la final de la Copa Sudamericana, donde caen por penales contra Independiente Santa Fe. Después de esa final, decide ponerle fin a su carrera.

## Estadísticas
| Racing Club Argentina | 1.ª                 |                     |     |   |    |   |    |      |     |      |      |  |
| Racing Club Argentina | 1.ª                 | 1999-00             | 4   | 0 | —  | — | —  | —    | 4   | 0    | 0,00 |  |
| Racing Club Argentina | 1.ª                 | 2000-01             | 20  | 0 | —  | — | —  | —    | 20  | 0    | 0,00 |  |
| Racing Club Argentina | 1.ª                 | 2001-02             | 27  | 1 | —  | — | —  | —    | 27  | 1    | 0.04 |  |
| Racing Club Argentina | 1.ª                 | 2002-03             | 24  | 1 | —  | — | 8  | 0    | 32  | 1    | 0.03 |  |
| Racing Club Argentina | 1.ª                 | 2006                | 13  | 2 | —  | — | —  | —    | 13  | 2    | 0.15 |  |
| Racing Club Argentina | Total club          | Total club          | 96  | 4 | 0  | 0 | 8  | 0    | 96  | 4    | 0.04 |  |
| AC Siena · Italia |                     |                     |     |   |    |   |    |      |     |      |      |  |
| 1.ª | 2003                | —                   | —   | 2 | 0  | — | —  | 2    | 0   | 0,00 |      |  |
| Total club | Total club          | 2                   | 0   | 2 | 0  | 0 | 0  | 2    | 0   | 0,00 |      |  |
| AC Perugia · Italia |                     |                     |     |   |    |   |    |      |     |      |      |  |
| 1.ª | 2004                | —                   | —   | 1 | 0  | — | —  | 1    | 0   | 0,00 |      |  |
| Total club | Total club          | 1                   | 0   | 1 | 0  | 0 | 0  | 1    | 0   | 0,00 |      |  |
| Quilmes AC Argentina |                     |                     |     |   |    |   |    |      |     |      |      |  |
| 1.ª | 2004-05             | 19                  | 0   | — | —  | 7 | 0  | 26   | 0   | 0,00 |      |  |
| Total club | Total club          | 26                  | 0   | 0 | 0  | 7 | 0  | 26   | 0   | 0,00 |      |  |
| Estudiantes de La Plata Argentina |                     |                     |     |   |    |   |    |      |     |      |      |  |
| 1.ª | 2005                | 11                  | 1   | — | —  | 2 | 0  | 13   | 1   | 0.08 |      |  |
| Total club | Total club          | 13                  | 1   | 0 | 0  | 2 | 0  | 13   | 1   | 0.08 |      |  |
| Polideportivo Ejido · España |                     |                     |     |   |    |   |    |      |     |      |      |  |
| 2.ª | 2006-07             | 20                  | 0   | 1 | 0  | — | —  | 21   | 1   | 0,00 |      |  |
| Total club | Total club          | 21                  | 0   | 1 | 0  | 0 | 0  | 21   | 1   | 0,00 |      |  |
| CA Huracán Argentina | 1.ª                 |                     |     |   |    |   |    |      |     |      |      |  |
| CA Huracán Argentina | 1.ª                 | 2008                | 19  | 0 | —  | — | —  | —    | 19  | 0    | 0,00 |  |
| CA Huracán Argentina | 1.ª                 | 2008-09             | 36  | 1 | —  | — | —  | —    | 36  | 1    | 0.03 |  |
| CA Huracán Argentina | 2.ª                 | 2013-14             | 39  | 1 | 1  | 0 | —  | —    | 40  | 1    | 0.03 |  |
| CA Huracán Argentina | 2.ª                 | 2014                | 14  | 0 | 5  | 0 | —  | —    | 19  | 0    | 0,00 |  |
| CA Huracán Argentina | 1.ª                 | 2015                | 10  | 0 | 1  | 0 | 2  | 0    | 13  | 0    | 0,00 |  |
| CA Huracán Argentina | Total club          | Total club          | 127 | 2 | 7  | 0 | 2  | 0    | 127 | 2    | 0.02 |  |
| Aris Salónica · Grecia |                     |                     |     |   |    |   |    |      |     |      |      |  |
| 1.ª | 2009-10             | 29                  | 0   | 6 | 0  | — | —  | 35   | 0   | 0,00 |      |  |
| Total club | Total club          | 35                  | 0   | 6 | 0  | 0 | 0  | 35   | 0   | 0,00 |      |  |
| River Plate Argentina | 1.ª                 | 2010-11             | 19  | 0 | 2  | 0 | —  | —    | 21  | 0    | 0,00 |  |
| River Plate Argentina | 2.ª                 | 2011-12             | 7   | 0 | 1  | 0 | —  | —    | 8   | 0    | 0,00 |  |
| River Plate Argentina | 1.ª                 | 2012-13             | —   | — | —  | — | —  | —    | 0   | 0    | 0,00 |  |
| River Plate Argentina | Total club          | Total club          | 29  | 0 | 3  | 0 | 0  | 0    | 29  | 0    | 0,00 |  |
| 2 | 0                   | —                   | —   | — | —  | 2 | 0  | 0,00 |     |      |      |  |
| Total club | Total club          | 2                   | 0   | 0 | 0  | 0 | 0  | 2    | 0   | 0,00 |      |  |
| Total en su carrera | Total en su carrera | Total en su carrera | 352 | 7 | 20 | 0 | 19 | 0    | 352 | 7    | 0.02 |  |
| (1) Incluye datos de la Fase regular de Liguilla Mexicana (2007). (2) Las copas nacionales se refiere a la Copa Italia (2001-04). (3) Las copas internacionales se refiere a la Copa Mercosur (1998-00); Copa Libertadores de América (1999-08); Liga de Campeones de la UEFA (2000-02); Copa de la UEFA (2002-04); Copa Sudamericana (2005-07); y SuperLiga Norteamericana (2007). (4) Media de goles por encuentro. No incluye goles en partidos amistosos. |                     |                     |     |   |    |   |    |      |     |      |      |  |

## Clubes como entrenador
| Club        | País      | Año  |
| ----------- | --------- | ---- |
| Racing Club | Argentina | 2021 |

## Palmarés

### Campeonatos nacionales
| Título              | Club        | País      | Año     |
| ------------------- | ----------- | --------- | ------- |
| Primera División    | Racing Club | Argentina | A-2001  |
| Primera B Nacional  | River Plate | Argentina | 2011-12 |
| Copa Argentina      | CA Huracán  | Argentina | 2013-14 |
| Supercopa Argentina | CA Huracán  | Argentina | 2015    |